# Spontaneous Combustion (groupe de musique britannique)
 (décembre 2022).
La mise en forme du texte ne suit pas les recommandations de Wikipédia : il faut le « wikifier ».
Les points d'amélioration suivants sont les cas les plus fréquents :
- Les titres sont pré-formatés par le logiciel. Ils ne sont ni en capitales, ni en gras.
- Le texte ne doit pas être écrit en capitales (les noms de famille non plus), ni en gras, ni en italique, ni en « petit »…
- Le gras n'est utilisé que pour surligner le titre de l'article dans l'introduction, une seule fois.
- L'italique est rarement utilisé : mots en langue étrangère, titres d'œuvres, noms de bateaux, etc.
- Les citations ne sont pas en italique mais en corps de texte normal. Elles sont entourées par des guillemets français : « et ».
- Les listes à puces sont à éviter, des paragraphes rédigés étant largement préférés. Les tableaux sont à réserver à la présentation de données structurées (résultats, etc.).
- Les appels de note de bas de page (petits chiffres en exposant, introduits par l'outil «  Source ») sont à placer entre la fin de phrase et le point final[comme ça].
- Les liens internes (vers d'autres articles de Wikipédia) sont à choisir avec parcimonie. Créez des liens vers des articles approfondissant le sujet. Les termes génériques sans rapport avec le sujet sont à éviter, ainsi que les répétitions de liens vers un même terme.
- Les liens externes sont à placer uniquement dans une section « Liens externes », à la fin de l'article. Ces liens sont à choisir avec parcimonie suivant les règles définies. Si un lien sert de source à l'article, son insertion dans le texte est à faire par les notes de bas de page.
- La présentation des références doit suivre les conventions bibliographiques. Il est recommandé d'utiliser les modèles {{Ouvrage}}, {{Chapitre}}, {{Article}}, {{Lien web}} et/ou {{Bibliographie}}. Le mode d'édition visuel peut mettre en forme automatiquement les références.
- Insérer une infobox (cadre d'informations à droite) n'est pas obligatoire pour parachever la mise en page.

Pour une aide détaillée, merci de consulter Aide:Wikification.
Si vous pensez que ces points ont été résolus, vous pouvez retirer ce bandeau et améliorer la mise en forme d'un autre article.
Spontaneous Combustion est un groupe anglais de musique progressive, formé en 1968 à Poole dans le Dorset. par les alors tout jeunes frères Margetts : Gary (né en 1954, guitare, chant principal) et son cadet Tristram  - ou Tris - (né en 1955, basse, chant) ainsi que par des amis de lycée, dont Tony Brock (né également en 1955, batterie, chant). Le groupe enregistre trois albums et quatre singles avant de se séparer définitivement en 1977. Il a travaillé avec les producteurs Greg Lake, Robert Fripp, Robert Kirby (en) et Conny Plank. Bien que le groupe n'ait connu, durant ses années d'existence, qu'un succès limité, tant du point de vue critique que commercial, il a vu se consolider au fil du temps un noyau de fans : les avis relatifs à son premier album ont été fortement réévalués et les enregistrements de la période 1971-1973 ont tous (et parfois plusieurs fois) été réédités alors même que les originaux atteignaient, auprès des collectionneurs, des valeurs importantes.

## Biographie

### Les débuts
Le groupe se forme à l'origine sous le nom de Transit Sound. Gary Margetts et son ami d'école Steve Evans sont bientôt rejoints par Tris Margetts et Tony Brock (en). Evans quitte peu après la formation, qui continue en trio selon une formule alors fréquente. Les musiciens jouent des reprises dans des clubs locaux du Dorset mais commencent bientôt à composer leurs propres morceaux.

### Dans le sillage de Greg Lake
En août 1970, à la suite d'une prestation dans un concours local, dont le groupe sort gagnant, les musiciens sont remarqués par Greg Lake, issu comme eux (et comme Robert Fripp, qui les produira plus tard), du même comté. A cette époque, Greg Lake a déjà rencontré le succès au sein de King Crimson et, avec le claviériste Keith Emerson et  le batteur Carl Palmer, il vient de former ELP. Désireux de se lancer comme producteur, il prend le groupe sous son aile, lui déniche un contrat d'enregistrement avec EMI Records (sous son label progressive Harvest) et suggère aux musiciens d'adopter le nom de groupe Spontaneous Combustion. Il s'ensuit, deux mois plus tard, un premier concert à Bornemouth, en première partie d'ELP .
Une session d'enregistrement aboutit fin 1971, à un premier single, Lonely Singer /200 Lives et Leaving, suivi quelques mois plus tard, en  janvier 1972, par leur premier album, éponyme. L'un et l'autre sont produits par Greg Lake. Sauf au niveau local, le succès n'est pas vraiment au rendez-vous mais le groupe tourne dans le circuit des clubs et des petites salles. Surtout, les jeunes musiciens (Tris est âgé alors d'à peine seize ans) effectuent une première tournée en ouverture d'ELP : vingt-et-une dates leur permettent de parcourir ainsi l'Angleterre et l'Ecosse, fin 1971, souvent devant des salles de près de 5.000 personnes.

### Prise d'autonomie et désagrégation du groupe
C'est alors une période d'effervescence : aux dires de Tony Brock, le groupe répète jour après jour, et ne cesse d'élargir son répertoire avec de nouveaux morceaux. Leur jeune âge ne leur permettant pas de suivre ELP dans sa tournée américaine, Spontaneous Combustion décide de ne pas attendre le retour de Greg Lake et d'auto-produire son deuxième album studio, erreur que Tony Brock considèrera plus tard comme "fatale" . Moins marquant que son prédécesseur, plus orienté vers une musique "hard", Triad sort fin octobre 1972, flanqué du single Gay Time Light, mais il passe quasi inaperçu. La parution de l'album coïncide pourtant avec les quelques vingt dates de la tournée Harvest  Mobile Tour Fall organisée par EMI et durant laquelle  le groupe tient souvent la tête d'affiche parmi des personnalités ou des groupes tels que Kevin Ayers, Edgar Broughton Band, East of Eden, Babe Ruth, Electric Light Orchestra ou Barclay James Harvest.
Au  tout début 1973, le groupe délivre encore pour Harvest un troisième puis un quatrième singles : les deux faces du troisième réfèrent à La Danse du sabre d'Aram Khatchatourian mais alors que la première face consiste en une reprise assez plate, qui ne rivalise pas en termes de brillance avec celle de Dave Edmunds et Love Sculpture quelque cinq années auparavant, la face B est une réinterprétation plus libre et imaginative, rehaussée par la participation et la production de Robert Fripp. Le single, pourtant, échoue, comme ses prédécesseurs, à  se classer dans les charts. Le quatrième single, "Rainy Day" / "Chessboard" est un single promotionnel à destination des seuls Etats-Unis.
Soucieux de quitter le Dorset afin de poursuivre sa carrière de musicien à Londres, le batteur Tony Brock abandonne le groupe. Il rejoint d'abord Strider puis The Babys (en), un groupe qui connaît un succès assez large aux États-Unis. Musicien désormais renommé, établi aux États-Unis, Tony Brock accompagne, dans les décennies qui suivent, des figures telles que Rod Stewart, Roy Orbison, Jimmy Barnes et Elton John.

### L'épisode "Time"
Les frères Margetts décident, quant à  eux, de continuer à travailler ensemble et ils s'adjoignent, pour ce faire, les services du batteur Jeff 'Jode ' Leigh, du guitariste Alec Johnson et du chanteur Mike U'Dell. Le groupe tourne au Royaume-Uni et en Europe avant de rejoindre en 1974 le célèbre producteur Conny Plank en Allemagne. Spontaneous Combustion sort ainsi en 1975 un nouvel album, intitulé Time mais, pour des raisons contractuelles, il ne peut mentionner son nom sur la pochette. Du reste, le groupe ne tarde pas à se séparer définitivement en 1977.
Tandis que son frère ainé Gary se retire rapidement du monde musical, Tristram Margetts est recruté, en 1981 pour faire partie du Greg Lake's Band. Dans ce groupe, il reprend la basse des mains de Greg Lake, permettant à celui-ci de se concentrer sur le chant et la guitare et il participe à l'enregistrement des deux albums studios que l'ex-chanteur d'ELP délivre à cette époque : Greg Lake (1981) et Manœuvres (1983).

### Regain d'intérêt et reconnaissance posthume
Visitant, en 2012, les archives d'ELP pour la remastérisation de l'album d'ELP Tarkus sous la forme d'un double CD de luxe, le producteur Steven Wilson met la main sur un enregistrement anonyme qu'il  croit issu des sessions de cet album. Il l'attribue par erreur au trio et l'insère à titre de bonus dans la réédition sous le titre d'Unknown Ballad. Il apparaît toutefois  ultérieurement qu'il s'agissait de la toute première chanson de Spontaneous Combustion produites par Greg Lake, Just A Dream. Les discussions générées par cet épisode remettent en lumière un groupe largement oublié. La même année, les quatre singles du groupe reparaissent, à titre de bonus, dans de nouvelles éditions des deux premiers albums.
Comme cela a été dit, en 2020, l'historien du rock Brett Milano (en) inclut le premier album de Spontaneous Combustion dans sa liste Classic Albums By Young Musicians : 25 Age-Defying Greats.

## Membres
- Gary Margetts
- Tris Margetts
- Tony Brock (en)
- Steve Evans
- Jode Leigh
- Mike U'Dell
- Alec Johnson
- James (Jay) Sharkey
- Pete Taylor

## Discographie

### Albums studio
- 1972 : Spontaneous Combustion
- 1972 : Triad
- 1975 : Time

Ces albums ont été republiés de multiples fois en CD, particulièrement depuis 2012. A noter que, ainsi que cela été dit, les deux premiers albums ont fait l'objet en 1997 d'une compilation sous le format "deux albums en un CD".